# Elaeocarpus sarcanthus
Elaeocarpus sarcanthus är en tvåhjärtbladig växtart som beskrevs av Schlechter. Elaeocarpus sarcanthus ingår i släktet Elaeocarpus och familjen Elaeocarpaceae. Inga underarter finns listade i Catalogue of Life.